# مائة وثمانون غروبا
مائة وثمانون غروبا رواية للروائي اللبناني حسن داوود. صدرت الرواية لأوّل مرة عام 2009 عن دار الساقي في لندن. ودخلت في القائمة الطويلة للجائزة العالمية للرواية العربية لعام 2010، المعروفة باسم «جائزة بوكر العربية».

## حول الرواية
ليست هناك مقابر في قرية «الزهرانية» كما يكتشف بطل رواية حسن داوود بعد عشرين سنة من الإقامة فيها. يتّجه الكاتب اللبناني بالرواية العربية إلى آفاق جديدة من خلال تركيزه على التفاصيل التي يُغفل عنها الكتّاب عادةً. وصف داوود بواسطة النثر الصوفي يخوض في الموضوع ولكن القارئ الصابر سيكتشف بسرعة بأن العواطف الجياشة والعنف الملتهب موجودة في ظل الموضوع السطحي. عباس بيضون قال عن هذه الرواية: «إنّها عمارة روائية. سنتوقّف كثيراً عند البناء، عند هذا التوازن الكبير بين القصّ والتأمّل، بين التخييل والواقع وبين الصورة والخبر. سنجد نصّاً يخترق برشاقة تشبه الرقص وبسخرية ناعمة ولاذعة معاً جبلاً من الممنوعات».